# Empresa Siderúrgica José Martí
La Empresa Siderúrgica José Martí se encuentra ubicada en La Habana.
En 1974, 250 mil toneladas de acero se fundieron aquí.
Posee un cuerpo laboral de 51.400 trabajadores durante 1982. Este mismo año produjo, ejemplo de su potencia, cerca de 200.000 toneladas de barras corrugadas. Producía 2.000 toneladas de laminaros de acero y 1000 toneladas métricas de acero estructural, 68.000 toneladas de alambrón y 4.502 toneladas métricas de malla y telas de alambre.